# جورج ريان
جورج ريان هو سياسي كندي، ولد في 12 أغسطس 1806 في نيو برونزويك في كندا، وتوفي في 5 فبراير 1876. حزبياً، نشط في الحزب الليبرالي الكندي. وقد انتخب عضو الجمعية التشريعية لنيو برونزويك ‏ وانتخب عضو مجلس العموم الكندي.